# Stenocatantops vitripennis
Stenocatantops vitripennis är en insektsart som först beskrevs av Sjöstedt 1920.  Stenocatantops vitripennis ingår i släktet Stenocatantops och familjen gräshoppor. Inga underarter finns listade i Catalogue of Life.